# معاداة الفلسطينيين خلال الحرب الفلسطينية الإسرائيلية (2023)
شهدت الفترة التي أعقبت هجوم حركة حماس على إسرائيل في السابع من أكتوبر 2023، وما تلاه من اندلاع للحرب الإسرائيلية الفلسطينية (المستمرة منذ عام 2023)، تصاعدًا ملحوظًا في مشاعر العداء للفلسطينيين والعرب وظاهرة رهاب الإسلام. وقد أعربت جاليات فلسطينية عن قلقها البالغ إزاء تنامي الخطاب المعادي للفلسطينيين في وسائل الإعلام، وتزايد جرائم الكراهية التي تستهدفهم.  من جانبها، رصدت منظمات حقوقية زيادة ملحوظة في خطابات الكراهية الموجهة ضد الفلسطينيين، والتحريض على ارتكاب أعمال عنف بحقهم. 

## إفريقيا

### جنوب إفريقيا
في شهر يونيو من عام 2024، شهدت مدينة ديربان في جنوب إفريقيا حادثة مأساوية، حيث أقدم رجل يُدعى غرايسون بير، يبلغ من العمر 44 عامًا، على قتل سيدة تُدعى حليمة حسين-بريستون، تبلغ من العمر 46 عامًا. كما أصاب المهاجم زوجها وابنهما البالغ من العمر 14 عامًا بجروح خطيرة. ووفقًا لشهادة ابنة الضحية، البالغة من العمر 10 سنوات والتي نجت من الهجوم، فإن الدافع المزعوم وراء الجريمة كان دعم الأسرة للقضية الفلسطينية.  إلا أن عائلة المهاجم، بير، صرحت بأن فعلته كانت ذات طابع إجرامي بحت ولا علاقة لها بأي دوافع سياسية. وعلى إثر الحادثة، أُودع بير لاحقًا في مستشفى للأمراض النفسية بهدف إخضاعه لتقييم لحالته العقلية. 

## آسيا

### البحرين
في أكتوبر 2023، طُرد طبيب من أصل هندي في البحرين من مستشفى رويال البحرين، بسبب تغريدات معادية للفلسطينيين اعتبرها المستشفى مسيئة للمجتمع البحريني والعربي.

### الهند
لقد جاء قدر كبير من الدعاية والمعلومات المضللة المناهضة للفلسطينيين والمعادية للإسلام والمؤيدة لإسرائيل من الهند خلال الحرب، غالبًا ما تأتي المعلومات المضللة والمناهضة للفلسطينيين من الهند من أنصار رئيس الوزراء الهندي ناريندرا مودي.

### إسرائيل
حُوصر طلاب فلسطينيون يدرسون في كلية نتانيا الأكاديمية بوسط إسرائيل داخل مساكنهم الطلابية، وذلك بعد تجمع حشود إسرائيلية غاضبة أمام المبنى وهي تردد هتافات الموت للعرب وتحاول اقتحام المكان. وكان الحشد قد اتهم الطلاب بالتشويش على صلاة السبت التي أُقيمت في كنيس قريب تابع لحركة حباد، وذلك عبر تشغيل موسيقى عربية بصوت مرتفع وإلقاء بيضتين. إلا أن الشرطة الإسرائيلية، بعد مراجعتها لهذه الادعاءات والتحقيق فيها، استبعدت أي تورط للطلاب في الحادثة.  وفي سياق متصل، أفادت تقارير بأن طلابًا فلسطينيين آخرين واجهوا إجراءات فصل مؤقت من دراستهم، بعد تلقيهم رسائل بريد إلكتروني تتهمهم "بدعم الإرهاب" على خلفية منشورات لهم تدين الهجمات الإسرائيلية المستمرة على المدنيين في قطاع غزة. 
منذ اندلاع الحرب في أوائل شهر أكتوبر، أفادت التقارير باعتقال واحتجاز آلاف الفلسطينيين في كل من إسرائيل والضفة الغربية المحتلة.  وقد أفاد العديد من هؤلاء المعتقلين بتعرضهم للتعذيب أو سوء المعاملة أثناء احتجازهم في سجون عسكرية. وفي الوقت ذاته، ذكرت اللجنة الدولية للصليب الأحمر أنها مُنعت بشكل متكرر من الوصول إلى المعتقلين، الذين صنفتهم السلطات الإسرائيلية تحت فئة "مقاتلين غير شرعيين". وبتاريخ 3 نوفمبر، أعلنت إسرائيل عن ترحيلها 3200 عامل فلسطيني إلى قطاع غزة، الأمر الذي دفع مفوضية الأمم المتحدة السامية لحقوق الإنسان إلى الإعراب عن قلقها بشأن وضع هؤلاء المرحلين، مشيرة إلى أنهم يُرسلون إلى "وضع شديد الخطورة". 
في 19 نوفمبر 2023، أثار مقطع فيديو بثته هيئة البث الإسرائيلية "كان نيوز" موجة غضب واسعة عبر الإنترنت. وقد ظهر في الفيديو أطفال إسرائيليون صغار وهم يغنون أغنية بعنوان "سوف نبيد الجميع في غزة". ورغم أن الفيديو قد حُذف لاحقًا، إلا أنه وثق أطفالًا يؤدون أغنية قديمة للشاعر الإسرائيلي حاييم جوري، كُتبت بعد حرب عام 1948، مع تعديل كلماتها للإشارة إلى غزة. ورغم إثارة جدل حول دقة ترجمة بعض الكلمات، فقد تم تداول ترجمة لبعض مقاطعها على النحو التالي: "في غضون عام لن يبقى شيء، وسنعود آمنين إلى ديارنا. في غضون عام، سنبيدهم جميعًا، ثم نعود لنحرث حقولنا". 
في 14 نوفمبر 2023، أصدر الثنائي الموسيقي الإسرائيلي "نيس وستيلا" أغنية بعنوان "حرب ودربو". وذكر عضوا الثنائي، نيس (نسيا ليفي) وستيلا (دور سوروكر)، أنهما ألفا الأغنية بهدف "رفع الروح المعنوية" للشعب الإسرائيلي، وأنهما ارتأيا أن الوقت قد حان "لاستبدال الحزن بالغضب".  تُمجّد الأغنية جنود جيش الاحتلال الإسرائيلي وتنتقد المشاهير الذين يُبدون مواقف مناهضة لإسرائيل، كما تدعو إلى الثأر من كل من خطط لهجوم حماس على إسرائيل أو نفذه أو دعمه. ويكرر مغنيا الراب في الأغنية العبارة العربية "كل كلب بيجي يومه".  وهي رسالة موجهة إلى قادة حماس وحزب الله، بالإضافة إلى شخصيات غربية شهيرة مثل بيلا حديد ودوا ليبا، وغيرهما ممن أعربوا عن دعمهم للشعب الفلسطيني وانتقدوا إسرائيل. 
شهدت إسرائيل احتجاجات متواصلة لمنع دخول المساعدات الإنسانية إلى قطاع غزة، وقد استمرت هذه الاحتجاجات حتى بعد صدور قرار محكمة العدل الدولية في قضية جنوب إفريقيا ضد إسرائيل، والذي أكد على وجوب السماح بمرور المساعدات. بدأت هذه الاحتجاجات في ديسمبر 2023، حين حاول ناشطون إغلاق معبر كرم أبو سالم للحيلولة دون دخول المساعدات الإنسانية إلى القطاع.  ومع استمرار المظاهرات، دعا وزير الأمن القومي، إيتمار بن غفير، رئيس الوزراء بنيامين نتنياهو إلى وقف إرسال المساعدات إلى غزة في أواخر يناير 2024.  وفي فبراير 2024، أفادت القناة 12 الإسرائيلية بأن المتظاهرين منعوا 132 شاحنة مساعدات من عبور معبر كرم أبو سالم. 
خلال الفترة ما بين شهري فبراير ومارس من عام 2024، قامت قناتا التلفزيون الإسرائيليتان الرئيسيتان، "القناة 14" و"القناة 13"، ببث سلسلة من مقاطع الفيديو التي وُصفت بأنها "أفلام تعذيب وإعدام"، وتوثق إساءة معاملة سجناء فلسطينيين داخل السجون الإسرائيلية. وقُدمت مقاطع الفيديو هذه على أنها تسجيلات لجلسات استجواب حقيقية، يظهر فيها السجناء مكبلين ومعصوبي الأعين، ويُرغمون على الركوع على الأرض. وفي أحد المقاطع، سُمع صوت حارس وهو يقول: "لا يملكون فرشات... لا يملكون أي شيء... نحن نتحكم بهم بنسبة 100% – في طعامهم، وتقييدهم، ونومهم... [نحن نريهم] من هم أسياد هذا المكان". كما وثقت اللقطات أحد أماكن نوم السجناء على الأقل، حيث لم تحتوِ إحدى الغرف سوى على أسرّة معدنية بطابقين وحفرة في الأرض تُستخدم كمرحاض. 
وخلال اجتماع لمجلس الوزراء السياسي الأمني في يونيو 2024، وأثناء نقاش حول إعادة جثامين عناصر من حركة حماس، اقترح الوزير اليميني المتطرف، بتسلئيل سموتريتش، أن تقوم الحكومة الإسرائيلية "بوضع الجثامين في عربة وجرها في وسط المدينة كما كانوا يفعلون في الكتاب المقدس، لكي يراها الناس وتكون عبرة لهم". 
وفي مقابلة مع القناة 12 الإخبارية الإسرائيلية في يونيو 2024، استشهد عضو الكنيست السابق اليميني المتطرف، موشيه فيغلين، بمقولة لأدولف هتلر في سياق حديثه عن الحرب الدائرة. وصرح فيغلين بأن الإسرائيليين "لا يمكنهم العيش في هذه الأرض ما دام هناك إسلامي نازي واحد في غزة"، مضيفًا أن اليهود "ليسوا ضيوفًا على أرضنا، بل هي ملكنا بالكامل"، وأنه يطمح إلى "تهويد غزة". ويُذكر أن لفيغلين تاريخًا من التصريحات المماثلة، حيث قال في عام 2019 إن القانون الدولي لا ينبغي أن يُطبق على الوضع نظرًا لعدم وجود أمة فلسطينية على حد تعبيره.  وفي تقرير لها في أكتوبر 2024، فصّلت صحيفة "هآرتس" كيف أن السياسات الإسرائيلية تجاه الفلسطينيين تستند إلى منطق يقوم على العنصرية الموجهة ضدهم. 

### فلسطين والأراضي المحتلة
شهدت الضفة الغربية تصاعدًا حادًا في أعمال العنف التي يرتكبها المستوطنون بالتزامن مع اندلاع الحرب.  فبعد هجمات السابع من أكتوبر بوقت قصير، أفاد ثلاثة رجال فلسطينيين من وسط الضفة الغربية بتعرضهم على أيدي جنود من جيش الاحتلال الإسرائيلي ومستوطنين للضرب والتجريد من الملابس والتقييد والتصوير على مدى عدة ساعات. كما أفاد أحدهم بتعرضه لاعتداء جنسي من قبل شخص واحد على الأقل خلال الحادثة.  وقد وثقت الأمم المتحدة، منذ هجمات السابع من أكتوبر، وقوع 222 هجومًا نفذه المستوطنون ضد الفلسطينيين في الضفة الغربية. وقد أدت أعمال العنف هذه، وفقًا لبيانات "تحالف حماية الضفة الغربية" (ائتلاف مدعوم من الاتحاد الأوروبي)، إلى التهجير الكامل لستة تجمعات سكانية فلسطينية. كما أسفرت عن مقتل ثمانية أشخاص وإصابة أربعة وستين آخرين. وتضمنت اعتداءات المستوطنين حرقًا متعمدًا لأشجار الزيتون المعمرة، وتغطية الأراضي الزراعية بالإسمنت، ومهاجمة المزارعين أثناء موسم قطاف الزيتون، وبناء حواجز صخرية لمنع الأهالي من العودة إلى قراهم، وإطلاق الذخيرة الحية عليهم عند محاولتهم ذلك. 
وبتاريخ 26 أكتوبر 2023، قامت جرافات تابعة للجيش الإسرائيلي بتدمير نصب تذكاري أُقيم في مدينة جنين تكريمًا للصحفية الفلسطينية الأمريكية شيرين أبو عاقلة، التي كانت قد قُتلت برصاص جندي إسرائيلي في عام 2022.  وفي 14 نوفمبر، هدم الجيش الإسرائيلي نصبين تذكاريين للرئيس الفلسطيني الراحل ياسر عرفات في مخيم طولكرم بالضفة الغربية. 
وفي أوائل شهر نوفمبر 2023، انتشرت على نطاق واسع لقطات فيديو تُظهر جنودًا من جيش الاحتلال الإسرائيلي وهم يسيئون معاملة معتقلين فلسطينيين في الضفة الغربية المحتلة. وظهر في هذه المقاطع العديد من المعتقلين وهم مجردون من ملابسهم أو عاري الصدر، وأيديهم مقيدة خلف ظهورهم. وفي إحدى الحالات، شوهد معتقل وهو يتعرض للركل في بطنه والبصق عليه من قبل الجنود، بينما أظهر مقطع آخر جنديًا وهو يدوس على رأس معتقل مستلقٍ على ظهره. وفي مقطع ثالث، سُمع صوت شخص يُعتقد أنه جندي إسرائيلي وهو يوجه إهانات باللغتين العبرية والعربية لمعتقل قائلاً: "صباح الخير يا عاهرة. صباح الخير يا عاهرة. أبصق عليك، يا ناكح الخراف"، قبل أن يقوم بالبصق عليه. وقد اعترف جيش الاحتلال الإسرائيلي لاحقًا بصحة بعض هذه اللقطات، وأقر بعلمه ببعض الحالات، مشيرًا إلى أنها تخضع لمراجعة مستمرة من قبل القادة. 
في حوالي 7 ديسمبر 2023، انتشرت على نطاق واسع مقاطع فيديو وصور تُظهر عشرات الرجال الفلسطينيين في شمال غزة وهم معصوبو الأعين، ومجرّدون من ملابسهم جزئيًا، وراكعون على الأرض تحت حراسة جنود إسرائيليين.  ونقلت وسائل إعلام إسرائيلية، دون أن تنسب الخبر إلى مصدر محدد، أن تلك المشاهد تُظهر استسلامًا جماعيًا لمقاتلين.  غير أن شبكة "سي إن إن" أفادت بأن بعض هؤلاء الرجال على الأقل هم مدنيون لا ينتمون لأي جماعة مسلحة معروفة،  وهو ما أكده المتحدث باسم الجيش الإسرائيلي، الأدميرال دانيال هاغاري، بقوله: "نحن نعتقل الجميع" للتحقيق معهم.  وبحلول 8 ديسمبر، ذكرت قناة الجزيرة أنه قد أُطلق سراح بعض الرجال الذين ظهروا في تلك المقاطع. 
وفي منتصف ديسمبر 2023، انتشرت على الإنترنت مقاطعُ فيديو متعددة تُظهر جنودًا إسرائيليين يستخدمون مكبرات الصوت في مساجد بمدينة جنين في الضفة الغربية المحتلة وفي غزة، لبث أغانٍ يهودية تقليدية، ارتبط بعضها بعيد الحانوكا آنذاك، كما سخروا من الأذان الإسلامي وتلوا صلوات يهودية.  وقد أدان جيش الاحتلال الإسرائيلي هذه التصرفات المسجلة، مشيرًا إلى أنها تخالف مدونة السلوك الخاصة به، وأن الجنود الذين تم التعرف عليهم في تلك المقاطع قد أُقيلوا من الخدمة على الفور. كما أظهرت مقاطع فيديو أخرى منذ بداية النزاع جنودًا إسرائيليين وهم يخرّبون المتاجر عمدًا ويضحكون، ويُضرمون النار في البضائع من داخل مركباتهم، ويعبثون بالممتلكات الخاصة للمدنيين في غزة. وهي أفعال ومقاطع أدانها مسؤولو جيش الاحتلال الإسرائيلي أيضًا. 
وفي 15 يناير 2024، نظّم 25 طالبًا فلسطينيًا اعتصامًا في جامعة النجاح الوطنية احتجاجًا على زيادة الرسوم الدراسية، غير أن السلطات الإسرائيلية اعتقلتهم ووصفتهم بأنهم "خلايا طلابية إرهابية". 

## أوروبا

### بلجيكا
بتاريخ 11 ديسمبر كشفت صحيفة "بروكسل تايمز" أن مكتب شؤون الأجانب في بلجيكا قد أصدر توجيهات للبلديات تقضي بسحب الجنسية من الأطفال البلجيكيين المنحدرين من أصول فلسطينية. ورغم ذلك، نفى المتحدث باسم وزير الدولة لشؤون اللجوء والهجرة وجود أي صلة بين هذا الإجراء والحرب الدائرة. 

### فرنسا
أمر وزير الداخلية الفرنسي السلطات المحلية بحظر جميع الاحتجاجات المؤيدة للفلسطينيين. قال الصحفي الفرنسي آلان غريش إن حزب الجمهورية إلى الأمام الذي يتزعمه إيمانويل ماكرون لديه "موقف قوي للغاية مناهض للفلسطينيين".
وفي حادثة منفصلة بتاريخ 14 أكتوبر، اعتُقل الصحفي الفرنسي الجزائري، طه بوحفص، أثناء تغطيته لاحتجاج مؤيد لفلسطين في العاصمة باريس. وفي شهادة له لمجلة "+972"، وصف بوحفص كيف أن المتظاهرين كانوا "يتعرضون للخنق على أيدي الشرطة"، مضيفًا أن الشرطة فرضت عليه غرامة بتهمة المشاركة في "مظاهرة غير مرخصة"، وذلك رغم إبرازه لبطاقته الصحفية. كما ادعى أن أفرادًا من الشرطة هددوه بكسر ساقيه في حال رؤيته مجددًا في أي مظاهرة. 

### المملكة المتحدة
صرحت وزيرة الداخلية البريطانية سويلا برافرمان أن التلويح بالأعلام الفلسطينية في الأماكن العامة "قد لا يكون مشروعًا".
منذ اندلاع الحرب، شهدت العاصمة البريطانية لندن ارتفاعًا في جرائم الكراهية ضد المسلمين بنسبة 140%.  ووفقًا للصحفيين البريطانيين بيتر أوبورن وعمران مولا، فقد شهدت بريطانيا منذ بداية الحرب "تفشيًا وبائيًا للعنصرية ضد الفلسطينيين والتعصب الأعمى ضد المسلمين". وقد اتهم الصحفيان وزيرة الداخلية آنذاك، سويلا برافرمان، بأنها "تلتزم صمتًا لا يُغتفر" إزاء تصاعد العداء للفلسطينيين وظاهرة رهاب الإسلام.  وكانت برافرمان قد صرحت في 11 أكتوبر بأن رفع الأعلام الفلسطينية في الأماكن العامة "قد لا يكون قانونيًا".  كما وصفت المظاهرة التي نُظمت في "يوم الهدنة" عام 2023 تنديدًا بالحرب في غزة، والتي شارك فيها 800,000 شخص في لندن، بأنها "مسيرة كراهية"، واتهمت شرطة العاصمة بالتحيز للمتظاهرين المؤيدين لفلسطين.  ووفقًا لاستطلاع للرأي أجرته مؤسسة يوجوف، فإن 33% من عموم البريطانيين يؤيدون المسيرات التي تُنظم في لندن، مقابل 43% يعارضونها. وينعكس هذا التوجه لدى سكان لندن أنفسهم، حيث يؤيد 45% منهم هذه المسيرات، بينما يعارضها 36%. 
في مدينة مانشستر، أعلن مركز "هوم" الفني عن إلغاء فعالية بعنوان "أصوات من الصمود: احتفاء بالأدب الغزي"، متذرعًا بمخاوف أمنية. وجاء هذا القرار بعد تلقي المركز رسالة من المجلس التمثيلي اليهودي لمانشستر الكبرى، اشتكى فيها من أن أحد المشاركين، وهو وزير الثقافة الفلسطيني والمؤلف المشارك عاطف أبو سيف، معادٍ للسامية، كما اعترض المجلس على استخدام الفعالية لمصطلح "الإبادة الجماعية". من جهتهما، نفى كل من أبو سيف ودار النشر "كوما برس"، المنظمة للفعالية، هذه الادعاءات واعتبروها تشهيرية. وعلى إثر ذلك، وقّع 300 فنان وشخصية فنية، من بينهم فيل كولنز وماكسين بيك، رسالة موجهة إلى إدارة المركز، طالبوا فيها بالسماح بإقامة الفعالية و"بتجديد التزام المركز بمكافحة العنصرية، بما في ذلك العنصرية المعادية للفلسطينيين".  وبعد قيام ما يقرب من 100 فنان بسحب أعمالهم من مساحات العرض في المركز، وتنظيم احتجاجات خارجه، تراجعت الإدارة عن قرارها وأعادت جدولة الفعالية. 
في يوليو 2024، وقّع أكثر من 750 فنانًا على رسالة مفتوحة أطلقتها منظمة "فنانون من أجل فلسطين في المملكة المتحدة"، وذلك احتجاجًا على قيام الأكاديمية الملكية للفنون في إنجلترا بإزالة صورة تُظهر متظاهرًا يهوديًا يحمل لافتة داعمة لفلسطين. واتهمت الرسالة المفتوحة الأكاديمية الملكية بممارسة رقابة "تتواطأ مع محو مساهمات اليهود في حركة التضامن مع الفلسطينيين". من جهتها، قالت "مجموعة الاشتراكيين اليهود"، وهي من بين الموقعين على الرسالة، إن الأكاديمية الملكية بهذا الفعل قدمت "دعمًا لحملة عنصرية معادية للفلسطينيين تهدف إلى إسكات أي تعبير عن الدعم للشعب الفلسطيني".  وفي حادثة مشابهة في أكتوبر 2024، وقّع أكثر من 270 فنانًا على رسالة مفتوحة من منظمة "فنانون من أجل فلسطين"، اتهموا فيها مسرح "رويال إكستشينج" بفرض رقابة على التعبيرات الداعمة للفلسطينيين وللمتحولين جنسيًا، وذلك عند إلغائه لإنتاج المخرج ستيف أودريسكول لمسرحية "حلم ليلة منتصف صيف". 

### المانيا
في ألمانيا، فرضت السلطات حظرًا على رفع عدد من الرموز الفلسطينية، كالعلم الفلسطيني والكوفية، وشمل هذا الحظر المدارس.  وتحدث فلسطينيون مقيمون في ألمانيا عن مواجهتهم للقمع من قبل السلطات عند محاولتهم تنظيم احتجاجات داعمة لفلسطين، حيث أشاروا إلى تعرضهم لحملات قمعية واعتقالات، وممارسات يُحتمل أنها ترقى إلى مستوى التنميط العنصري.  وبتاريخ 18 أكتوبر 2023، تم تداول مقطع فيديو على نطاق واسع عبر وسائل التواصل الاجتماعي يُظهر أفرادًا من الشرطة الألمانية وهم يدوسون على شموع أُضيئت في وقفة احتجاجية تخليدًا لذكرى الضحايا الفلسطينيين.  كما واجه المتظاهرون المؤيدون لفلسطين في حي نويكولن ببرلين استخدامًا مفرطًا للقوة، شمل رذاذ الفلفل وخراطيم المياه. 
وفي هذا السياق، وصف هانو هاونشتاين في مجلة ذا نيشن ما سمّاه "مناخ الخوف" الذي ساد البلاد نتيجة للحرب، والذي تفاقم بسبب الإجراءات الحكومية "المتشددة".  وذهبت إحدى المدافعات عن حقوق الإنسان الفلسطينية إلى وصف رد فعل السلطات الألمانية على هذه الاحتجاجات بأنه "مكارثية بالمعنى الحرفي للكلمة".  وفي تصريح لقناة الجزيرة الإنجليزية، قالت إحدى المتظاهرات إنها لم تعد متأكدة "مما إذا كنا لا نزال نتمتع بحرية التعبير في ألمانيا [فيما يتعلق بفلسطين]".  وردًا على هذه القيود، حثت منظمات حقوق الإنسان السلطات الألمانية على ضمان وتمكين حق جميع الأفراد في التعبير عن آرائهم والتجمع السلمي.  كما واجهت ألمانيا انتقادات من دول إسلامية، مثل إندونيسيا، التي رأت أن الإجراءات الألمانية تمنع المتظاهرين السلميين من التعبير العلني عن دعمهم للفلسطينيين. 
امتدت التوترات إلى الأوساط الثقافية. ففي حادثة منفصلة بتاريخ 10 أكتوبر 2023، أقدم معلم في برلين على ضرب طالب بسبب رفعه العلم الفلسطيني. 
وبتاريخ 13 أكتوبر 2023، ألغت جمعية "ليتبروم" بشكل مفاجئ حفل تسليم جائزة "ليبراتور برايس" للكاتبة الفلسطينية عدنية شبلي عن روايتها "تفصيل ثانوي"، التي تستند جزئيًا إلى قصة حقيقية حول اغتصاب وقتل فتاة فلسطينية عام 1949 على أيدي جنود إسرائيليين. وكان من المقرر أن تتسلم شبلي الجائزة في معرض فرانكفورت للكتاب يوم 20 أكتوبر.  وقد أثار هذا القرار موجة استنكار واسعة، حيث وقّع أكثر من 1000 من المؤلفين والناشرين البارزين – من بينهم كولم توبين، وهشام مطر، وكاملة شمسي، وويليام دالريمبل، بالإضافة إلى الحائزين على جائزة نوبل عبد الرزاق قرنح، وآني إرنو، وأولغا توكارتشوك – رسالة مفتوحة انتقدوا فيها القرار، وأكدوا أن على معرض الكتاب "مسؤولية خلق مساحات للكتاب الفلسطينيين لمشاركة أفكارهم ومشاعرهم وتأملاتهم في الأدب خلال هذه الأوقات الرهيبة والقاسية، لا إقصاءهم وإسكات أصواتهم". 
وفي حادثة أخرى، وبتاريخ 13 نوفمبر 2023، أعلن متحف فولكفانغ عن تعليق معرض "أفروفيوتشريزم" الذي نسقته أناييس دوبلان، وذلك بعد تعبيرها عن دعمها لفلسطين و"تأييدها الشخصي لحملة مقاطعة إسرائيل" على حسابها في إنستغرام.  وفي اليوم التالي، استقال الشاعر الهندي رانجيت هوسكوت من لجنة الاختيار لمعرض "دوكومنتا" الفني، بعد أن انتقد المعرض توقيعه على رسالة تدعو لمقاطعة إسرائيل عام 2019، واصفًا الرسالة بأنها "معادية للسامية بشكل صريح".  وتجدر الإشارة إلى أن الرسالة المذكورة كانت تندد بفعالية بعنوان "الصهيونية والهندوتفا" استضافتها القنصلية الإسرائيلية في مومباي، ووصفت الرسالة إسرائيل بأنها "دولة فصل عنصري" تمارس "الاستعمار الاستيطاني".  وعلى مدى اليومين التاليين، قدمت لجنة الاختيار بأكملها استقالتها، مشيرة في رسالة مفتوحة إلى "المناخ الاجتماعي الخانق" الذي أوجدته الحرب، و"التشويه الإعلامي والعام غير المبرر" الذي تعرض له هوسكوت من قبل إدارة "دوكومنتا". 
في مقالٍ نُشر بتاريخ 9 ديسمبر 2023، أوردت الصحفية اليهودية الروسية-الأمريكية ماشا غيسن، التي فقدت عددًا من أفراد عائلتها في المحرقة النازية (الهولوكوست)،  حُجّةً مفادها أن ثقافة التذكّر الألمانية المتعلقة بالهولوكوست قد حُوّلت إلى "أداة سياسية ساخرة" يستخدمها حزب "البديل من أجل ألمانيا" لاستهداف المهاجرين المسلمين. ورغم إدانة غيسن للأعمال التي ارتكبتها حركة حماس في 7 أكتوبر، فقد انتقدت القصف الإسرائيلي لقطاع غزة، الذي وصفته بالمدمر وقارنته بـ "تصفية" الأحياء اليهودية المعزولة (الغيتو) في أوروبا الشرقية على يد النازيين.  على إثر ذلك، سحبت مؤسسة "هاينريش بول" دعمها لمنح غيسن "جائزة حنة أرندت"، معتبرةً مقارنتها بين غزة والغيتو "أمرًا غير مقبول". 
وفي فبراير 2024، تعرّض المخرجان، الفلسطيني باسل عدرا والإسرائيلي يوفال أبراهام، للتشهير من قِبل وزير ألماني بعد فوزهما بجوائز في مهرجان برلين السينمائي الدولي الرابع والسبعين عن فيلمهما الوثائقي "لا أرض أخرى". 
وفي مارس 2024، في خضم الحرب الفلسطينية الإسرائيلية (2023 - الحاضر)، أصدر الحزبان الديمقراطي الاجتماعي والاتحاد الديمقراطي المسيحي في ألمانيا توجيهًا بتوزيع منشورات في المدارس الثانوية بمنطقة نويكولن، تنفي الحقائق التاريخية للنكبة وتصفها بـ "الأسطورة". 
وفي 10 أبريل 2024، أُلغي عرضٌ قُدّم للفيلسوفة الأمريكية اليهودية نانسي فريزر لإلقاء محاضرات في جامعة كولونيا، وذلك بعد الكشف عن توقيعها على رسالة بعنوان "فلسفة من أجل فلسطين".  وقد وصفت فريزر قرار إلغاء دعوتها بأنه "معاداة للسامية على الطريقة المكارثية". 
قامت السلطات الألمانية بمنع عقد "مؤتمر فلسطين" الذي كان من المقرر انعقاده في برلين خلال عطلة نهاية الأسبوع يومي 13 و14 أبريل 2024. وقد شاركت في تنظيم المؤتمر مجموعات دعم فلسطينية متنوعة، بالتعاون مع الفرع الألماني لمنظمة يهود أوروبيون من أجل سلام عادل. كما مُنع كل من الجراح البريطاني الفلسطيني، غسان أبو ستة، ووزير المالية اليوناني الأسبق، يانيس فاروفاكيس، من دخول الأراضي الألمانية للمشاركة كمتحدثين في المؤتمر.  وفي تعليق له على قرار المنع، قال فاروفاكيس: "من الواضح أن مبدأ مصلحة الدولة في ألمانيا لا يتعلق بحماية اليهود، بل يتعلق بحماية حق إسرائيل في ارتكاب أي جريمة حرب تشاؤها". 

وبتاريخ 23 أغسطس 2024، وفي تقريره المعنون "التهديدات العالمية لحرية التعبير الناشئة عن النزاع في غزة" (تحت الرمز A/79/319)، أعرب المقرر الخاص للأمم المتحدة المعني بتعزيز وحماية الحق في حرية الرأي والتعبير عن قلقه إزاء حجم وشدة الإجراءات التي اتُخذت ضد الاحتجاجات في ألمانيا، حيث جاء في التقرير ما يلي:
"في ألمانيا، كانت الاستجابة من بين الأشد قسوة، حيث فُرض حظر شامل على جميع المظاهرات الداعمة للشعب الفلسطيني في الفترة من 7 إلى 21 أكتوبر 2023، كما حظرت العديد من التجمعات المماثلة بشكل استباقي". 
في 29 نوفمبر 2024، أُلغيت في برلين ندوةٌ للمؤرخ الفرنسي فنسنت ليمير، المتخصص في تاريخ القدس. وكان من المقرر أن يقدّم ليمير في مركز "أورانيا" الترجمةَ الألمانية لكتابه المصوّر "تاريخ القدس".  وقد جاء هذا الإلغاء بعد أن هاجم النائب الألماني السابق فولكر بيك المؤرخَ ليمير، متهمًا إياه بتبني مواقف شديدة الانتقاد للحكومة الإسرائيلية. ونتيجةً لذلك، أعلن بيك رفضه مناقشة المؤرخ، مما دفع مركز "أورانيا" إلى إلغاء الفعالية قبل موعدها بوقت وجيز. وفي تعليق له على الحادثة، قال ليمير: "لم يكن اسم بيك مدرجًا رسميًا في الفعالية المخصصة لكتابي المصوّر.  لقد استغل انسحابه المزعوم كذريعة لإلغاء اللقاء". 
وإثر ضغوطٍ سياسية، أُلغيت محاضرتان عامتان كان من المقرر أن تلقيهما المقررة الخاصة للأمم المتحدة المعنية بحالة حقوق الإنسان في الأراضي الفلسطينية المحتلة، فرانشيسكا ألبانيزي، والمهندس المعماري الإسرائيلي أيال ويزمان. كانت المحاضرة الأولى مقررة في جامعة لودفيغ ماكسيميليان في 12 فبراير 2025، والثانية في جامعة برلين الحرة في 19 فبراير 2025.  وفي نهاية المطاف، نُقلت فعالية برلين، التي نظمتها حركة الديمقراطية في أوروبا 2025 والفرع الألماني لمنظمة يهود أوروبيون من أجل سلام عادل، إلى مقر صحيفة يونجه فيلت، وأُقيمت وسط انتشار لشرطة مكافحة الشغب أمام المبنى وداخله. 
وقد أصدرت عدة منظمات علمية ألمانية بيانًا مشتركًا طالبت فيه الجامعات بـ"مقاومة الضغوط الناجمة عن التغطية الإعلامية المنحازة والتدخلات السياسية، والدفاع عن استقلاليتها، فضلًا عن صون حرية الرأي والحرية الأكاديمية لمنسوبيها وطلابها". 
في أوائل عام 2025، أعلن المخرج والفنان التشكيلي الفلسطيني، كمال الجعفري، عن مغادرته لألمانيا وانتقاله من برلين إلى باريس، بعد أن أمضى عقودًا من حياته المهنية في البلاد. وعزا الجعفري قراره إلى القيود المتزايدة المفروضة على الخطاب الفلسطيني في ألمانيا. 
وبتاريخ 6 أبريل 2025، كان من المقرر أن يلقي الفيلسوف الإسرائيلي الألماني، عمري بوهم، وهو حفيد لأحد الناجين من الهولوكوست، كلمة رئيسية بمناسبة الذكرى الثمانين لتحرير معسكر اعتقال بوخنفالد. إلا أن دعوته للمشاركة أُلغيت لاحقًا، إثر ضغوط مارستها السفارة الإسرائيلية في ألمانيا. وكانت الفكرة المحورية التي كان بوهم يعتزم طرحها في خطابه هي أن شعار "لن يتكرر هذا أبدًا" لا يرتبط بدروس الهولوكوست فحسب، بل بجميع جرائم الإبادة الجماعية. وبناءً على هذا المبدأ، يرى بوهم أن هذا الشعار يجب أن ينطبق بالقدر ذاته على "هجوم حماس على إسرائيل في 7 أكتوبر 2023"، وعلى "ما يشهده قطاع غزة من دمار وتجويع". 
وفي حادثة أخرى، ترشحت المحامية الألمانية، ميلاني شفيزر، لانتخابات البرلمان الألماني عن حزب "دي إي إم 25" في إحدى الدوائر الانتخابية ببرلين، وذلك في أوائل عام 2025. وعلى إثر حملة تشهير شنتها ضدها صحيفة بيلد الشعبية في ديسمبر 2024،  بسبب مواقفها المتضامنة مع فلسطين، تم إيقافها عن وظيفتها في الخدمة المدنية، لتُفصل منها لاحقًا بشكل نهائي. 

## أمريكا الشمالية

### الولايات المتحدة
بحسب شهادات نشطاء حقوقيين في منطقة "الولايات الثلاث" (التي تضم نيوجيرسي ونيويورك وكونيتيكت)، شهدت الجاليتان الفلسطينية والمسلمة في هذه الولايات تصاعدًا في الاعتداءات اللفظية والجسدية منذ اندلاع الحرب.  من جهته، رصد مجلس العلاقات الأمريكية الإسلامية، وهو منظمة للدفاع عن الحقوق المدنية للمسلمين، زيادة بنسبة 172% في الحوادث الموجهة ضد الفلسطينيين والمسلمين في الولايات المتحدة. 
بتاريخ 12 أكتوبر 2023، هاجمت مجموعة من الرجال كانوا يرفعون الأعلام الإسرائيلية ثلاثة أشخاص في حي بروكلين بنيويورك. وتحقق السلطات في الحادثة بوصفها جريمة كراهية معادية للفلسطينيين. وقد وقع هذا الاعتداء بعد ساعات قليلة من تعرض رجل آخر يرفع العلم الفلسطيني لهجوم في حي ويليامزبرغ.  وبعد يومين، في 14 أكتوبر، شهدت ولاية إلينوي مقتل طفل فلسطيني أمريكي يبلغ من العمر ست سنوات، يُدعى وديع الفيوم. كما تعرضت والدته للخنق والطعن في الهجوم ذاته. ويُدعى أن المهاجم، وهو مالك العقار الذي تقيم فيه الأسرة، قد صرخ أثناء اعتدائه قائلاً: "يجب أن تموتوا أيها المسلمون". وتتعامل السلطات في إلينوي مع الحادثة على أنها جريمة كراهية ذات دوافع معادية للفلسطينيين وللإسلام.  وفي اليوم ذاته بولاية ميشيغان، أُلقي القبض على رجل يهودي أمريكي في مدينة فارمنغتون هيلز، ووُجهت إليه تهمة التهديد الإرهابي على خلفية منشور له عبر وسائل التواصل الاجتماعي قال فيه إنه يريد "الذهاب إلى ديربورن ومطاردة الفلسطينيين".  وتُعرف مدينة ديربورن بأنها تضم جالية كبيرة من السكان العرب والمسلمين، وقد شهدت احتجاجات واسعة مؤيدة لفلسطين في أكتوبر 2023. 
خلال جلسة نقاش عُقدت في أوائل شهر نوفمبر بشأن مشروع قرار يدعو لوقف إطلاق النار في مجلس نواب ولاية فلوريدا، طرحت النائبة الديمقراطية، أنجي نيكسون، سؤالًا جاء فيه: "لدينا 10,000 قتيل فلسطيني. فكم هو العدد الكافي؟" فجاءها الرد من النائبة الجمهورية، ميشيل سالزمان، بكلمة واحدة: "كلهم". وقد أدان فرع فلوريدا لمجلس العلاقات الأمريكية الإسلامية (كير-فلوريدا) تصريحات سالزمان بشدة، معتبرًا أنها تمثل "دعوة مروعة للإبادة الجماعية"، وأنها جاءت نتيجة "لعقود من تجريد الشعب الفلسطيني من إنسانيته على أيدي دعاة الفصل العنصري الإسرائيلي". 
وفي حادثة منفصلة بتاريخ 7 نوفمبر، وفي ملعب إدموندز الواقع بشارع ديكالب، يُزعم أن امرأة تُدعى هاداسا بوزاكارافاني (48 عامًا) هاجمت آشييش براشار (40 عامًا)، الذي كان يصطحب ابنه البالغ من العمر 18 شهرًا للعب في الحديقة. وقد تضمن الهجوم قيامها بسكب القهوة الساخنة عليه وتوجيه إهانات معادية للإسلام، ووصفه بالإرهابي. وعلى إثر ذلك، وُجهت إلى بوزاكارافاني تسع تهم منفصلة، صُنفت أربع منها على أنها جرائم كراهية. ووفقًا للشرطة، تواجه بوزاكارافاني تهمًا تشمل الاعتداء، والتعريض للخطر بتهور، والمضايقة المشددة، والاعتداء على شخص دون سن الحادية عشرة، وجميع هذه التهم قُدمت بتوصيف جرائم الكراهية. 
بتاريخ 10 نوفمبر، ذكر والدا طالب فلسطيني يبلغ من العمر 13 عامًا ويدرس في مدرسة كورونا ديل مار الثانوية بكاليفورنيا، أن ابنهما تعرض للإيقاف عن الدراسة بتهمة توجيه "تصريحات تهديدية لطالب آخر". وجاء هذا الإجراء على خلفية قول الطالب عبارة "فلسطين حرة" لزميل له يُزعم أنه كان يتنمر عليه، حيث اعتبر متحدث باسم المنطقة التعليمية هذه العبارة خطاب كراهية. وقد استنكر فرع لوس أنجلوس لمجلس العلاقات الأمريكية الإسلامية (كير-لوس أنجلوس) هذه الحادثة، معتبرًا إياها استمرارًا لظاهرة رهاب الإسلام (الإسلاموفوبيا) والمشاعر المعادية للفلسطينيين.  وفي 12 نوفمبر، نشر كينيث بالينغر، المؤسس المشارك لشركة "أويستر فنتشرز" الاستثمارية التي تتخذ من سان فرانسيسكو مقرًا لها، تدوينة على منصة إكس (تويتر سابقًا) دعا فيها إلى أن تتعامل إسرائيل مع قطاع غزة "بنفس الطريقة التي تتعامل بها الصين مع شينجيانغ"، وطالب بتطبيق "دولة مراقبة شاملة، ومعسكرات إعادة تأهيل، وعمليات تعقيم". وعلى إثر ردود فعل غاضبة من الجمهور على هذه التصريحات، التي وصفها الصحفي يشار علي بأنها "خطاب إبادة جماعية مقزز"، تم تعليق حسابات بالينغر لاحقًا. 
انتشر مقطعا فيديو يُظهران الدبلوماسي الأمريكي السابق، ستيوارت سيلدويتز، وهو يضايق بائع طعام حلال في حي أبر إيست سايد بنيويورك. ووجه سيلدويتز للبائع سلسلة من العبارات العنصرية والمعادية للإسلام، من بينها تساؤلات مثل: "هل اغتصبت ابنتك كما فعل محمد؟"، و"ما رأيك فيمن يستخدمون القرآن كمرحاض؟"، كما قال: "إذا قتلنا 4000 طفل فلسطيني، أتعلم؟ هذا ليس كافيًا. ليس كافيًا أبدًا!". ويُذكر أن سيلدويتز كان قد عمل سابقًا في مكتب الشؤون الإسرائيلية والفلسطينية بوزارة الخارجية الأمريكية، ثم شغل منصب القائم بأعمال مدير مديرية جنوب آسيا في مجلس الأمن القومي خلال إدارة الرئيس أوباما. كما كان يشغل منصب رئيس الشؤون الخارجية في شركة "غوثام للعلاقات الحكومية"، التي أعلنت إنهاء جميع علاقاتها به فور انتشار مقاطع الفيديو. من جانبها، أعلنت شرطة نيويورك أنها على علم بالفيديوهات وأنها تراقب الموقف.  وبتاريخ 22 نوفمبر، أُلقي القبض على سيلدويتز، ويواجه تهمة واحدة تتعلق بالمضايقة المشددة على أساس العرق أو الدين، وأربع تهم تتعلق بالمطاردة المصنفة كجريمة كراهية. 
بتاريخ 21 نوفمبر، وبعد نشرها لعدة تدوينات على حسابها في إنستغرام تعبر فيها عن دعمها للفلسطينيين، أُعلن عن استبعاد الممثلة ميليسا باريرا من طاقم عمل فيلم "الصرخة 7" القادم. وفي تبرير للقرار، أصدر متحدث باسم مجموعة سباي غلاس الإعلامية، وهي شركة الإنتاج القائمة على السلسلة، بيانًا أكد فيه أن موقف الشركة هو "عدم التسامح إطلاقًا مع معاداة السامية أو التحريض على الكراهية بأي شكل، بما في ذلك الإشارات الزائفة إلى الإبادة الجماعية، أو التطهير العرقي، أو تشويه الهولوكوست، أو أي شيء يتجاوز الخط الفاصل ليتحول إلى خطاب كراهية". وتجدر الإشارة إلى أن منشورات باريرا كانت قد تضمنت معلومات حول أعداد الأطفال الفلسطينيين الذين قُتلوا، بالإضافة إلى لقطات من احتجاج في فيلادلفيا يطالب بوقف إطلاق النار. كما شاركت روابط للتبرع لمنظمتي أطباء بلا حدود و"أنقذوا الأطفال"، ووقّعت على الرسالة المفتوحة لحملة "فنانون من أجل وقف إطلاق النار". 
وفي واقعة مماثلة وفي نفس الفترة تقريبًا، تخلت وكالة "يونايتد تالنت إيجنسي" عن تمثيل الممثلة سوزان سارندون، وذلك عقب كلمة ألقتها في مسيرة مؤيدة لفلسطين. وقد حثت ساراندون في كلمتها الآخرين على رفع أصواتهم دعمًا لفلسطين، وقالت: "هناك الكثير من الناس الذين يخشون أن يكونوا يهودًا في هذا الوقت، وهم بذلك يختبرون ما يشعر به المسلمون في هذا البلد، الذين يتعرضون للعنف في كثير من الأحيان". 
بتاريخ 25 نوفمبر، تعرض ثلاثة طلاب جامعيين فلسطينيين، ينتمون إلى جامعة براون وكلية هافرفورد وكلية ترينيتي، للمضايقة ثم لإطلاق نار أثناء توجههم لحضور حفل عشاء عائلي في مدينة برلينغتون. وأفادت التقارير أن الطلاب كانوا يرتدون الكوفية الفلسطينية ويتحدثون بمزيج من اللغتين الإنجليزية والعربية عند وقوع الهجوم.  وفي اليوم التالي، ألقت الشرطة القبض على مشتبه به يبلغ من العمر 48 عامًا على صلة بإطلاق النار، وذلك بالقرب من موقع الهجوم. 
بتاريخ 14 ديسمبر، وُجهت اتهامات لمعلم يبلغ من العمر 51 عامًا في مدينة وارنر روبينز (بولاية جورجيا)، شملت توجيه تهديدات إرهابية جنائية وإساءة معاملة الأطفال.  وجاءت هذه الاتهامات على خلفية تهديده بقطع رأس طالبة في الصف السابع، وذلك بعد أن عبرت الطالبة عن انزعاجها من العلم الإسرائيلي، معللةً ذلك بأنه مسيء "بسبب قتل الإسرائيليين للفلسطينيين". 
وبتاريخ 4 فبراير 2024، أُلقي القبض على رجل يُدعى بيرت جيمس بيكر (36 عامًا)، وذلك بعد إقدامه على طعن شاب فلسطيني أمريكي يبلغ من العمر 23 عامًا. ووقع الاعتداء أثناء مغادرة الضحية لاحتجاج مؤيد لفلسطين كان يشارك فيه مع ثلاثة من أصدقائه بالقرب من مبنى الكابيتول بولاية تكساس في مدينة أوستن. وقد وُجهت إلى المهاجم تهمة الاعتداء بسلاح فتاك ومركبة، فيما صنفت السلطات الهجوم بأنه ارتُكب "بدافع عنصري". 
وبتاريخ 31 مارس 2024، صرح عضو مجلس النواب الأمريكي عن ولاية ميشيغان، تيم وولبرغ، بأنه يجب التعامل مع قطاع غزة "مثلما تم التعامل مع ناغازاكي وهيروشيما"، وذلك في إشارة واضحة إلى القصف الذري الذي استهدف المدينتين اليابانيتين في عام 1945. 
بتاريخ 9 يونيو 2024، تراجعت جامعة مينيسوتا عن عرض كانت قد قدمته للمؤرخ الإسرائيلي الأمريكي، راز سيغال، المتخصص في دراسات الإبادة الجماعية، لتولي منصب مدير مركز دراسات الهولوكوست والإبادة الجماعية بالجامعة. وجاء هذا القرار بعد استقالة عضوين من مجلس إدارة المركز، احتجاجًا على اختيار سيغال، وذلك بسبب مواقفه التي اتهم فيها إسرائيل بارتكاب إبادة جماعية في قطاع غزة. 
وفي 23 يونيو 2024، شهدت مدينة يوليس بولاية تكساس حادثة اعتداء، حيث حاولت سيدة إغراق طفلة فلسطينية مسلمة تبلغ من العمر 3 سنوات، وذلك بعد توجيهها لعبارات عنصرية لوالدة الطفلة.  وقد أُطلق سراح المتهمة لاحقًا بكفالة مالية قدرها 25 ألف دولار عن تهمة الشروع في القتل العمد، وكفالة أخرى بقيمة 15 ألف دولار عن تهمة إيذاء طفل.  وقد أدان ممثل الولاية عن مدينة يوليس، سلمان بوجاني، وهو نائب مسلم، الحادثة بشدة، وصرح قائلاً: "لا مكان للكراهية في يوليس، أو في الدائرة 92، أو في أي مكان في ولايتنا العظيمة". 
وبتاريخ 28 يونيو 2024، وخلال المناظرة الرئاسية الأمريكية الأولى لعام 2024، وصف الرئيس السابق دونالد ترامب منافسه الرئيس جو بايدن بأنه "فلسطيني سيء للغاية". 
بتاريخ 17 سبتمبر 2024، عقد مجلس الشيوخ الأمريكي جلسة استماع لمناقشة تزايد جرائم الكراهية ذات الدوافع العنصرية في الولايات المتحدة. وخلال الجلسة، وجه عدد من أعضاء مجلس الشيوخ الجمهوريين اتهامات للنشطاء المؤيدين لفلسطين، الذين كانوا يدلون بشهاداتهم، بمعاداة السامية ودعم كل من حركة حماس و/أو حزب الله و/أو حكومة الجمهورية الإسلامية الإيرانية و/أو وكالة الأمم المتحدة لإغاثة وتشغيل اللاجئين الفلسطينيين (الأونروا). ويُذكر أن الاتهام الأخير يعكس نظريات المؤامرة الإسرائيلية غير المدعومة بأدلة، والتي تزعم أن الأونروا منظمة إرهابية وشاركت في هجمات 7 أكتوبر.  وفي إحدى المواجهات الحادة خلال الجلسة، وجه السيناتور جون نيلي كينيدي (الجمهوري عن ولاية لويزيانا) حديثه إلى مايا بيري، المديرة التنفيذية للمعهد العربي الأمريكي، وهي الشاهدة الوحيدة من أصول عربية أمريكية، قائلاً: "[يجب عليها] أن تخفي [رأسها] في كيس". 
وبتاريخ 12 أكتوبر 2024، قامت شركة الطقس بسحب إعلان تجاري لتطبيقها يظهر سيدة ترتدي الكوفية الفلسطينية التقليدية، كما أصدرت اعتذارًا رسميًا. وجاء هذا الإجراء بعد حملة شنتها صفحة أوقفوا معاداة السامية على منصة إكس، والتي زعمت كذبًا أن الكوفية تمثل خطاب كراهية معاديًا للسامية وأن الإعلان كان مسيئًا. 
وفي نوفمبر 2024، أُلقي القبض على ألكسندرا شوشتاكيفيتش (64 عامًا) من مدينة دانرز غروف بولاية إلينوي، ووُجهت إليها تهمتان بارتكاب جريمة كراهية جنائية وتهمة السلوك غير المنضبط. وجاء الاعتقال بعد توثيق مقطع فيديو لها وهي تعتدي لفظيًا وجسديًا على رجل فلسطيني يُدعى وسيم زهران، وزوجته التي كانت ترتدي سترة تحمل كلمة "فلسطين".  وقد قامت زوجة زهران بتصوير الاعتداء، ويُظهر المقطع المتهمة وهي تحاول ضرب الزوجين، وتُسقط الهاتف من يدي الزوجة، وتسكب القهوة الساخنة عليهما، كل ذلك وهي تردد عبارات مثل "اللعنة على فلسطين واللعنة عليكم". 
بتاريخ 15 فبراير 2025، أُلقي القبض على شاب يهودي يُدعى مردخاي براغمان (27 عامًا)، وذلك بعد إطلاقه النار على سائحين إسرائيليين في ميامي بيتش، لاعتقاده الخاطئ بأنهما فلسطينيان. وجاء في تقرير الشرطة الخاص بالاعتقال أن براغمان صرح أثناء احتجازه بأنه "رأى فلسطينيين، فأطلق النار عليهما وقتلهما".  وفي منشور له على وسائل التواصل الاجتماعي، ذكر أحد الضحيتين أن المهاجم كان يردد هتاف "الموت للعرب" أثناء الهجوم. 
وفي فبراير 2025، نشر سيناتور ولاية فلوريدا، راندي فاين، سلسلة من التدوينات ادعى فيها أنه لا وجود لما يُسمى بالمدنيين الفلسطينيين الأبرياء، واصفًا إياهم بـ"شياطين تعيش على الأرض" وبأنهم "يستحقون الموت"، كما زعم أن "غزة يجب أن تُدمَّر".  وخلال جلسة استماع علنية ترأسها في مارس 2025، واجه فاين صيحات استهجان من الحضور بعد أن وجه حديثه لأحد أفراد الجمهور الذي كان يرتدي الكوفية قائلاً: "استمتع بخرقتك الإرهابية". 
وبتاريخ 24 أبريل 2025، وأثناء زيارة لوزير اليمين المتطرف الإسرائيلي، إيتمار بن غفير، إلى المقر العالمي لحركة حباد-لوبافيتش في حي كراون هايتس ببروكلين، هاجم حشد من الرجال والفتيان اليهود الأرثوذكس الصهاينة متظاهرين مؤيدين لفلسطين. كما طارد الحشد واعتدى على امرأة تم تحديدها خطأً على أنها من بين المتظاهرين.  وقد وجه أفراد من الحشد تهديدات بالاغتصاب، ورددوا هتاف "الموت للعرب".  وكانت السيدة تمر بالمكان وحاولت تغطية وجهها بوشاحها تجنبًا للتصوير، فحاصرها رجال من الحشد وبدأوا بالصراخ عليها وتهديدها. وتُظهر مقاطع الفيديو التي انتشرت على وسائل التواصل الاجتماعي أفرادًا من الحشد وهم يركلونها في ظهرها، ويلقون أقماع المرور على رأسها، ويدفعون حاويات القمامة باتجاهها. وفي أحد المقاطع، يمكن سماع عبارات مثل "هذه أمريكا... لدينا إسرائيل. لدينا جيش الآن". 

### كندا
في حادثة سير وقعت في 10 أكتوبر سُجّل مقطع فيديو للكاتبة لورين وايز من مونتريال وهي تصرخ في وجه سائقة أخرى كانت ترفع العلم الفلسطيني على نافذة سيارتها. ويُزعم أن وايز صدمت بسيارتها سيارة السيدة، وهي من أصل تونسي، وصرخت في وجهها قائلةً إنها "تستحق الاغتصاب والسحل في الشارع أمام أطفالها" بسبب رفعها للعلم. ونتيجةً لذلك، يُقال إن دار النشر التي تتعامل معها قد تخلّت عنها بعد انتشار الفيديو على وسائل التواصل الاجتماعي، وهو الفيديو الذي كانت وايز قد تحدّت السائقة الأخرى أن تنشره مع الإشارة إليها فيه. 
وفي 3 مارس 2024، أُلقي القبض على رجل في مدينة فون بمقاطعة أونتاريو، ووُجّهت إليه تهمٌ متعددة شملت حيازة سلاح لأغراض خطيرة، والاعتداء بسلاح، والاعتداء الجسدي. وتم التعرف على هوية الرجل، وهو إيلان-روبين أبراموف البالغ من العمر 27 عامًا، والذي أوقف سيارته أمام مجموعة من المتظاهرين وشرع في الصراخ عليهم، حاملًا بندقية هوائية يُزعم أنه أطلق النار منها باتجاههم. وفي مقطع فيديو حظي بانتشار واسع للحادثة، سُجّل أبراموف وهو يصرخ "سيموت كل فلسطيني لعين"، قبل أن يُسقِط الهاتف المحمول من يد المتظاهر الذي كان يصوّره. 

## أوقيانوسيا

### أستراليا
في أواخر شهر نوفمبر من عام 2023، تعرض طالب أسترالي مسيحي من أصول فلسطينية، يدرس في إحدى المدارس الابتدائية غربي مدينة سيدني، لوصمه بـ"الإرهابي" بسبب خلفيته الفلسطينية. وقد أثارت هذه الحادثة توجيه رسالة إلى شبكة المدارس المسيحية في البلاد، حثت فيها على الصلاة من أجل جميع المتضررين من الحرب الإسرائيلية الفلسطينية (المستمرة منذ 2023)، سواء كانوا إسرائيليين أم فلسطينيين.  وفي أوائل شهر ديسمبر، كشف تقرير لشبكة "إي بي سي نيوز" الإخبارية عن تعرض مواطنين أستراليين من أصول عربية ومسلمة لحملات تشهير إلكتروني بنشر معلوماتهم الشخصية، وتلقيهم تهديدات بالقتل، بالإضافة إلى فصلهم من وظائفهم، وذلك بسبب تعبيرهم عن مواقف داعمة للقضية الفلسطينية أو لمشاركتهم في مسيرات مؤيدة لفلسطين. 

## على الإنترنت
وفي شهر يوليو من عام 2024، أفاد عدد من الفلسطينيين المقيمين في الخارج بأن شركة مايكروسوفت قامت بتعليق حساباتهم، وذلك بعد استخدامهم لاشتراكات مدفوعة في خدمة "سكايب" بهدف التواصل مع عائلاتهم داخل قطاع غزة. 

## طالع أيضًا
- معاداة اليهود خلال الحرب الفلسطينية الإسرائيلية (2023)
- رهاب الإسلام في الحرب الفلسطينية الإسرائيلية
- حوادث عنف مرتبطة بالحرب الفلسطينية الإسرائيلية 2023
- استثناء فلسطين